# Lista prac Emila Kraepelina
Emil Kraepelin był niemieckim psychiatrą. Poniżej znajduje się uporządkowana chronologicznie lista jego prac.

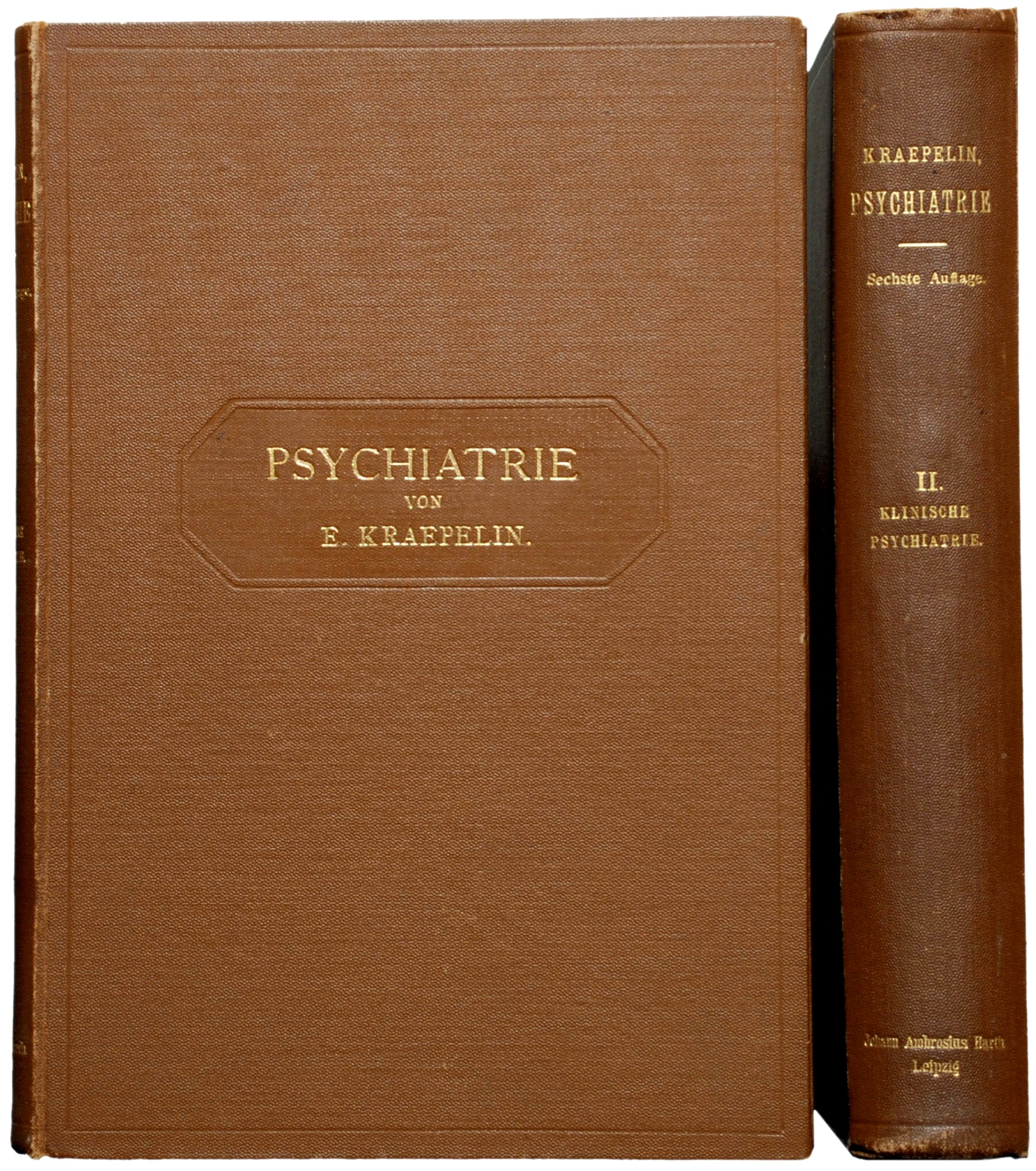
Szóste wydanie podręcznika Kraepelina (1899)

## Podręczniki i monografie
- Die Abschaffung des Strafmaßes. Ein Vorschlag zur Reform der heutigen Strafrechtspflege. Stuttgart: Enke Verlag, 1880. Brak numerów stron w książce
- Compendium der Psychiatrie zum Gebrauche für Studirende und Aerzte. Leipzig: Abel Verlag, 1883. Brak numerów stron w książce
- Die Richtungen der Psychiatrischen Forschung. Vortrag, gehalten bei Uebernahme des Lehramtes an der Kaiserlichen Universität Dorpat. Leipzig: Vogel Verlag, 1887. Brak numerów stron w książce
- Psychiatrie. Ein kurzes Lehrbuch für Studirende und Aerzte. Zweite, gänzlich umgearbeitete Auflage. Leipzig: Abel Verlag, 1887. Brak numerów stron w książce
- Psychiatrie. Ein kurzes Lehrbuch für Studirende und Aerzte. Dritte, vielfach umgearbeitete Auflage. Leipzig: Abel Verlag, 1889. Brak numerów stron w książce
- Kratkoje rukowodstwo k psichiatrii dla wraczej i studentow. Blumenau MW (tłum.). S.-Peterburg: 1891. Brak numerów stron w książce
- Psychiatrie. Ein kurzes Lehrbuch für Studirende und Aerzte. Vierte, vollständig umgearbeitete Auflage. Leipzig: Abel Verlag (Arthur Meiner), 1893. Brak numerów stron w książce
- Psychiatrie. Ein Lehrbuch für Studirende und Aerzte. Fünfte, vollständig umgearbeitete Auflage. Leipzig: Barth Verlag, 1896. Brak numerów stron w książce
- Über geistige Arbeit. 2., durchgesehene Auflage. Jena: Fischer Verlag, 1897. Brak numerów stron w książce
- Zur Überbürdungsfrage. Jena: Fischer Verlag, 1897. Brak numerów stron w książce
- Psichiatria: uczebnik dla studentow i wraczej (Психиатрия. Учебник для студентов и врачей, д-ра Э.Крепелина, профессора из Гейдельберга. Перевод врачей больницы Св. Николая Чудотворца П.И. Павловского, Г.С. Сарычева, Н.А. Сокольского, М.В. Игнатьева, Л.Г. Оршанского, М.Л. Фалька, П.О. Финкельштейна с согласия и предисловием автора, с немецкого 5-го, совершенно переработанного издания, с 10 фототипиями,13 кривыми, 13 образцами письма. Общ. ред. М.В. Игнатьева. – СПб.: Гос. тип., 1898. St. Peterburg: Staatsdruckerei, 1898. Brak numerów stron w książce
- Умственный труд. Киев; Харьков: Ф.А. Иогансон, 1898
- К вопросу о переутомлении. Одесса: Юж.-Рус. о-во печ. дела, 1898
- Гигиена труда; Умственный труд; Переутомление: Три очерка д-ра Эмиля Крепелина, проф. психиатрии в Гейдельберг. ун-те. Санкт-Петербург: О.Н. Попова, 1898
- Psychiatrie. Ein Lehrbuch für Studirende und Aerzte. Sechste, vollständig umgearbeitete Auflage. I. Band. Allgemeine Psychiatrie. II. Band. Klinische Psychiatrie. Leipzig: Barth Verlag, 1899. Brak numerów stron w książce
- Die psychiatrischen Aufgaben des Staates. Jena: Fischer Verlag, 1900. Brak numerów stron w książce
- Einführung in die Psychiatrische Klinik. Dreissig Vorlesungen. Leipzig: Barth Verlag, 1901. Brak numerów stron w książce
- Введение в психиатрическую клинику: 30 клин. лекций. Уфа : электр. типо-лит. В.П. Колмацкого и К°, 1901
- Über geistige Arbeit. 3., durchgesehene Auflage. Jena: Fischer Verlag, 1901. Brak numerów stron w książce
- Clinical psychiatry. Adapted by Allen Ross Diefendorf. New York, London: The Macmillan Company, 1902.{{Cytuj książkę}} Linki zewnętrzne: "tytuł". Brak numerów stron w książce
- Psychiatrie. Ein Lehrbuch für Studierende und Ärzte. Siebente, vielfach umgearbeitete Auflage. Band I. Allgemeine Psychiatrie. Leipzig: Barth Verlag, 1903. Brak numerów stron w książce
- Psychiatrie. Ein Lehrbuch für Studierende und Ärzte. Siebente, vielfach umgearbeitete Auflage. II. Band [in 2 Teilbänden]. Klinische Psychiatrie. Leipzig: Barth Verlag, 1904. Brak numerów stron w książce vol. 1 vol. 2
- Lectures on Clinical Psychiatry. Authorized translation from the German. Revised and Edited by Thomas Johnstone. London: Baillière & Co., 1904. Brak numerów stron w książce
- Kratkij oczerk wnutrienniego strojenija żiwotnych. tłum. Dobrowljanski WJ Sklad izd. w kn. mag. i muz. mag. Leona Idzikowskago, 1905
- Über Sprachstörungen im Traume. Leipzig: Engelmann Verlag, 1906. Brak numerów stron w książce
- Clinical psychiatry. [Adapted by] Allen Ross Diefendorf. New York, London: The Macmillan Company, 1907. Brak numerów stron w książce
- Kraepelin E, Gruber M: Wandtafeln zur Alkoholfrage. Erläuterungen nebst den 10 verkleinerten Tafeln in mehrfachem Farbendruck. München: Lehmanns Verlag, 1907. Brak numerów stron w książce
- Psychiatrie. Ein Lehrbuch für Studierende und Ärzte. Achte, vollständig umgearbeitete Auflage. II. Band. Klinische Psychiatrie. I. Teil. Leipzig: Barth Verlag, 1909. Brak numerów stron w książce
- Учебник психиатрии для врачей и студентов. Издание А. А. Карцева. СПб, 1910
- Lectures on Clinical Psychiatry. Revised and Edited by Thomas Johnstone. Third English edition. London: Baillière & Co., 1913. Brak numerów stron w książce
- General Paresis (Nervous and Mental Disease Monograph Series, Eds. Smith Ely Jelliffe and W.A. White, No. 14). Authorized English Translation by J. W. Moore. New York: The Journal of Nervous and Mental Disease Publishing Company, 1913. Brak numerów stron w książce
- Einführung in die Psychiatrische Klinik. Dritte, völlig umgearbeitete Auflage. Leipzig: Barth Verlag, 1916. Brak numerów stron w książce
- Alkohol und Seelenleben. Zweite, unveränderte Auflage. Alkoholgegnerbund, Nr 49. Alkoholgegnerverlag [vormals: Schriftstelle des Alkoholgegnerbunds Basel]. Lausanne: 1919. Brak numerów stron w książce
- Einführung in die psychiatrische Klinik. Vierte, völlig umgearbeitete Auflage. Bd. I, Allgemeine Übersicht. Bd. II, Krankenvorstellungen. I. Reihe. Bd. III, Krankenvorstellungen. II. Reihe. Leipzig: Barth Verlag, 1921. Brak numerów stron w książce
- Kraepelin E, Lange J: Psychiatrie. Neunte, vollständig umgearbeitete Auflage. Bd. I, Allgemeine Psychiatrie, von Johannes Lange. Bd. II, Klinische Psychiatrie, Erster Teil, von Emil Kraepelin. Leipzig: Barth Verlag, 1927. Brak numerów stron w książce

## Inne
- Werden – Sein – Vergehen. Gedichte. Lehmanns Verlag, München 1928.

## Artykuły i rozdziały w książkach
1881
- Ueber den Einfluss acuter Krankheiten auf die Entstehung von Geisteskrankheiten, „Archiv für Psychiatrie und Nervenkrankheiten”, 11-12, 1881, ISSN 0003-9373. Brak numerów stron w czasopiśmie
  - „Archiv für Psychiatrie und Nervenkrankheiten”, 11 (1), 1881, s. 137–183, DOI: 10.1007/BF02054827 (niem.).
  - „Archiv für Psychiatrie und Nervenkrankheiten”, 11 (2), 1881, s. 295–350, DOI: 10.1007/BF02054804 (niem.).
  - „Archiv für Psychiatrie und Nervenkrankheiten”, 12 (1), 1882, s. 65–121, DOI: 10.1007/BF01793561 (niem.).
  - „Archiv für Psychiatrie und Nervenkrankheiten”, 12 (2), 1881, s. 287–336, DOI: 10.1007/BF01791337 (niem.).
- Ueber Trugwahrnehmungen. „Vierteljahrsschrift für wissenschaftliche Philosophie und Soziologie”. 5, s. 205–228, 349–369, 1881.
- Die Abschaffung des Strafmasses. „Vierteljahrsschrift für wissenschaftliche Philosophie und Soziologie”. 5, s. 128, 1881.

1882
- Ueber psychische Schwäche. Eine Studie. „Archiv für Psychiatrie und Nervenkrankheiten”. 13, s. 382–426, 1882. DOI: 10.1007/BF02013535.
- Ueber die Dauer einfacher psychischer Vorgänge. „Biologisches Centralblatt”. 1, s. 654-672, 721–733, 751-766, 1881/1882.
- Ueber psychische Zeitmessungen. „[Carl Christian] Schmidt's Jahrbücher der in- und ausländischen gesammten Medicin”. 196, s. 205-213, 1882.
- (Recenzja) Grundzüge der Physiologischen Psychologie von Wilhelm Wundt. „Allgemeine Zeitschrift für Psychiatrie”. 38, s. 111-121, 1882.

1883
- Die neueste Literatur auf dem Gebiete der psychischen Zeitmessungen. „Biologisches Centralblatt”. 3, s. 53-63, 1883.
- Ueber die Einwirkung einiger medicamentöser Stoffe auf die Dauer einfacher psychischer Vorgänge. W: Wilhelm Wundt (red.): Philosophische Studien, Bd. 1. 1883, s. 417–462, 573-605.
- Zur Psychologie des Komischen. W: Wilhelm Wundt (red.): Philosophische Studien, Bd. 2. 1883, s. 128-160, 327-361.
- Zur Frage der Gültigkeit des Weber'schen Gesetzes bei Lichtempfindungen. W: Wilhelm Wundt (red.): Philosophische Studien, Bd. 2. 1883, s. 306-326.
- Nachtrag zu der Arbeit über die Gültigkeit des Weber'schen Gesetzes bei Lichtempfindungen. W: Wilhelm Wundt (red.): Philosophische Studien, Bd. 2. 1883, s. 651-654.
- La Colpa e la Pena. „Rivista di filosofia scientifica”. 2, s. 1–49, 1883.
- (Recenzja) S. Stricker, "Studien über die Assoziation der Vorstellungen". „Biologisches Centralblatt”. 3, s. 123–126, 1883.
- (Recenzje) Joseph Le Conte, "Die Lehre vom Sehen", s. 443, Max Perty, "Ohne die mystischen Tatsachen keine erschöpfende Psychologie", ss. 727–728, Georg von Gizycki, "Über die Grundzüge der Moral, s. 1182, Paul Kollmann, "Die geisteskranke Bevölkerung im Großherzogthum Oldenburg", Gustav Theodor Fechner, "Revision der Hauptpunkte der Psychophysik", ss. 1784-1785. „Literarisches Centralblatt”, 1883.brak numeru strony

1884
- Experimentelle Studien über Associationen. „Allgemeine Zeitschrift für Psychiatrie”. 40, s. 829–831, 1884.
- (Recenzje) C. Ideler und H. Blankenstein, "Die städtische Irrenanstalt zu Dalldorf", ss. 150–151, Paul Radestock, "Genie und Wahnsinn. Eine psychologische Untersuchung", s. 1236, Gustav Glogau, "Grundriß der Psychologie", ss. 1734-1735. „Literarisches Centralblatt”, 1884.brak numeru strony

1885
- Ueber die Verwirrtheit. „Centralblatt für Nervenheilkunde, Psychiatrie und gerichtliche Psychopathologie”. 8, s. 439-440, 1885.
- Lombrosos Uomo delinquente. „Zeitschrift für die gesamte Strafrechtswissenschaft”. 5, s. 669-680, 1885.
- (Recenzje) Psychophysik. Bericht über die psychiatrische Literatur im 1. Halbjahre 1884. „Allgemeine Zeitschrift für Psychiatrie, Anhang”. 41 (1885). s. 13*-18*.
- (Recenzje) Ludwig Strümpell, "Grundriß der Psychologie", ss. 5–6, Engelbert Lorenz Fischer, "Über das Princip der Organisation und die Pflanzenseele", s. 74, A. Krauss, "Die Psychologie des Verbrechens", ss. 236, Hermann Siebeck, "Geschichte der Psychologie", ss. 497–498, Richard Wahle, "Gehirn und Bewusstsein", ss. 498, Philipp Rudolf Hochegger, "Die geschichtliche Entwicklung des Farbensinnes", ss. 835, Hermann Ebbinghaus, "Über das Gedächtnis", s. 930, Gustav Theodor Fechner, "Über die Methode der richtigen und falschen Fälle in Anwendung auf die Massbestimmungen der Feinheit oder extensiven Empfindlichkeit des Raumsinnes", ss. 1337–1338, Heinrich Laehr, "Gedenktage der Psychiatrie aller Länder", s. 1483, Élie Rabier, "Leçons de philosophie", s. 1697, Paul Rée, "Die Entstehung des Gewissens", ss. 1697-1698. „Literarisches Centralblatt”, 1885.brak numeru strony

1886
- Ueber Erinnerungsfälschungen. „Archiv für Psychiatrie und Nervenkrankheiten”. 17–18, 1886–1887. ISSN 0003-9373.brak numeru strony
  - „Archiv für Psychiatrie und Nervenkrankheiten”, 17 (3), 1886, s. 830–843, DOI: 10.1007/BF02207467 (niem.).
  - „Archiv für Psychiatrie und Nervenkrankheiten”, 18 (1), 1887, s. 199–239, DOI: 10.1007/BF02034013 (niem.).
  - „Archiv für Psychiatrie und Nervenkrankheiten”, 18 (2), 1887, s. 395–436, DOI: 10.1007/BF02054373 (niem.).
- Zur Wirkung des Urethan. „Neurologisches Centralblatt”. 5, s. 103-104, 1886.
- Bernhard v. Gudden. „Münchener Medicinische Wochenschrift”. 33, s. 577-580, 603-607, 1886.
- Ueber Verwirrtheit [Autorreferat]. „Allgemeine Zeitschrift für Psychiatrie”. 42, s. 352-354, 1886.
- Schlaflosigkeit und deren Behandlung durch die neueren Schlafmittel. „Jahresberichte der Gesellschaft für Natur- und Heilkunde in Dresden, Jg. 1885/86”, s. 153-155, 1886.
- Brandstiftung durch Geisteskranke. „Jahresbericht der Gesellschaft für Natur- und Heilkunde in Dresden, Jg. 1885/86”, s. 165-167, 1886.
- Zur Psychologie des Verbrechens. Der Gerichtssaal. „Zeitschrift für Strafrecht, Strafprozeß, Gerichtliche Medizin, Gefängniskunde und ausländische Literatur”. 38, s. 98-105, 1886.
- (Recenzja) Psychiatrie. Klinik der Erkrankungen des Vorderhirns, begründet auf dessen Bau, Leistungen und Ernährung. Von Dr. Theodor Meynert. „Allgemeine Zeitschrift für Psychiatrie”. 42, s. 162-168, 1886.
- (Recenzje) Psychophysik. Bericht über die psychiatrische Literatur im 2. Halbjahre 1884. „Allgemeine Zeitschrift für Psychiatrie”. 42 (Anhang) (3), s. 31*-45*, 1886.
- (Recenzje) Psychophysik. Bericht über die psychiatrische Literatur im 1. Halbjahre 1885. „Allgemeine Zeitschrift für Psychiatrie”. 42 (Anhang) (5), s. 187*-197*, 1886.
- (Recenzje) Paul Rée, "Die Illusion der Willensfreiheit. Ihre Ursachen und ihre Folgen", ss. 41, Wilhelm Wundt, "Essays", ss. 43–44, August Forel, "Das Gedächtniss und seine Abnormitäten", ss. 1516, Theodor Lipps, "Psychologische Studien", ss. 516-517. „Literarisches Centralblatt”, 1886.brak numeru strony

1887
- (Recenzje) Psychophysik. Bericht über die psychiatrische Literatur im 2. Halbjahre 1885. „Allgemeine Zeitschrift für Psychiatrie”. 43 (Anhang) (2), s. 9*-19*, 1887.
- (Recenzje) Psychophysik. Bericht über die psychiatrische Literatur im 1. Halbjahre 1886. „Allgemeine Zeitschrift für Psychiatrie”. 43 (Anhang) (6), s. 140*-147*, 1887.
- (Recenzje) L.B. Hellenbach, "Geburt und Tod als Wechsel der Anschauungsformen oder die Doppelnatur des Menschen", ss. 108, Heinrich Spitta, "Einleitung in die Psychologie als Wissenschaft", ss. 299–300, Theodor Boveri, "Beiträge zur Kenntniss der Nervenfasern", ss. 306, Adolf Bastian, "Die Seele indischer und hellenischer Philosophie in den Gespenstern moderner Geisterseherei", s. 411, Ernst Mach, "Beiträge zur Analyse der Empfindungen", ss. 451–452, A. Weckesser, "Zur Lehre vom Wesen des Gewissens", ss. 771–772, Wilhelm Dilthey, "Dichterische Einbildungskraft und Wahnsinn", ss. 1428, Reinhard Frank, "Die Wolff'sche Strafrechtsphilosophie und ihr Verhältniss zur criminalpolitischen Aufklärung im 18. Jahrhundert", ss. 1438–1439, Hans Voltz, "Die Ethik als Wissenschaft mit besonderer Berücksichtigung der neueren englischen Ethik", ss. 1523-1524. „Literarisches Centralblatt”, 1887.brak numeru strony

1888
- Zur Methodik der Herztonregistrirung. „Deutsche Medicinische Wochenschrift”. 14 (33), s. 669-670, 1888.
- Psychologische Forschungsmethoden. Humboldt – Monatsschrift für die gesamten Naturwissenschaften, Jg. 7 ss. 12–14 (1888)
- Cytisin gegen Migräne. „Neurologisches Centralblatt”. 7, s. 1-5, 1888.
- Aerztl. Bericht über die innere Abth. für Geistes- und Nervenkranke des Stadtkrankenhauses in Dresden [Referat]. „Allgemeine Zeitschrift für Psychiatrie”. 44, s. 113*-114*, 1888.
- (Recenzje) Psychophysik. Bericht über die psychiatrische Literatur im 2. Halbjahre 1886. „Allgemeine Zeitschrift für Psychiatrie”. 44 (Anhang) (2), s. 7*-18*, 1888.
- (Recenzje) Psychophysik. Bericht über die psychiatrische Literatur im 1. Halbjahre 1887. „Allgemeine Zeitschrift für Psychiatrie”. 44 (Anhang) (5), s. 147*-160*, 1888.
- (Recenzje) H. Thoden van Velzen, "Über die Geistesfreiheit vulgo Willensfreiheit", ss. 4–5, Adolf Elsas, "Über die Psychophysik", ss. 79–80, Eugen Kröner, "Das körperliche Gefühl", ss. 108–109, Eugen von Schmidt, "Begriff und Sitz der Seele", s. 203, R. Berlin, "Eine besondere Art der Wortblindheit", ss. 580, W. R. Gowers, "Vorlesungen über die Diagnostik der Gehirnkrankheiten", ss. 585–586, Hermann Wilbrand, "Die Seelenblindheit als Herderscheinung", ss. 612–613, J. G. Vogt, "Die Geistesthätigkeit des Menschen", s. 683, Cesare Lombroso, "Der Verbrecher in anthropologischer, ärztlicher und juristischer Beziehung", ss. 1452–1453, Theodor Ziehen, "Sphygmographische Untersuchungen an Geisteskranken", ss. 1673–1674, Armand Hückel, "Die Rolle der Suggestion bei gewissen Erscheinungen der Hysterie und des Hypnotismus", ss. 1740, George H. Savage, "Klinisches Lehrbuch der Geisteskrankheiten", s. 1775. „Literarisches Centralblatt”, 1888.brak numeru strony

1889
- Ueber den Einfluss der Uebung auf die Dauer von Associationen. St. Petersburger medicinische Wochenschrift, Bd. 1, 1889, ss. 9–10 (1889)
- (Recenzje) Psychophysik. Bericht über die psychiatrische Literatur im 2. Halbjahre 1887. Allgemeine Zeitschrift für Psychiatrie, Anhang 45, 3 ss. 20*-37* (1889)
- (Recenzje) Psychophysik. Bericht über die psychiatrische Literatur im 1. Halbjahre 1888. Allgemeine Zeitschrift für Psychiatrie, Anhang 45, 6, ss. 21*-36* (1889)
- Carl DuPrel, "Die monistische Seelenlehre", ss. 1540, Hugo Münsterberg, "Die Willenshandlung", ss. 541, Götz Martius, "Über Ziele und Ergebnisse der experimentellen Psychologie", ss. 779–780, Paul Mantegazza, "Die Ekstasen des Menschen", ss. 811, F. Wollny, "Grundriß der Psychologie", ss. 906–907, H. Nothnagel und B. Naunyn, "Über die Localisation der Gehirnkrankheiten", ss. 946. Literarisches Centralblatt, 1889

1890
- Ueber Psychosen nach Influenza. „Deutsche Medicinische Wochenschrift”. 16 (11), s. 209-212, 1890.
- Zur Myxödemfrage. „Neurologisches Centralblatt”. 9, s. 65-72, 1890.
- Zur Kenntniss der psychophysischen Methoden. W: Wilhelm Wundt (red.): Philosophische Studien, Bd. 6. 1890, s. 493-513.
- Der Hypnotismus. Unsere Zeit – deutsche Revue der Gegenwart. Monatsschrift zum Conversationslexicon, 1890/II, ss. 206–220 (1890)
- Ueber psychische Functionsstörungen [Autorreferat]. Allgemeine Zeitschrift für Psychiatrie, Bd. 46 ss. 522–524 (1890)
- (Recenzje) Psychophysik. Bericht über die psychiatrische Literatur im 2. Halbjahre 1888. Allgemeine Zeitschrift für Psychiatrie, Anhang 46, 2 S. 241*-251* (1890)
- (Recenzje) Psychophysik. Bericht über die psychiatrische Literatur im 1. Halbjahre 1889. Allgemeine Zeitschrift für Psychiatrie, Anhang, Bd. 46, Heft 6, 1890, S. 15*-29*.
- Paul Bünger, "Wille und Handlung als Elemente der Lehre vom Verbrechen und von der Strafe", ss. 698–699, A. Cullerre, "Die Grenzen des Irreseins", ss. 1739-1740. Literarisches Centralblatt, 1890 [Rezensionen].

1891
- (Recenzja) G. Th. Fechner, Elemente der Psychophysik. Zweite unveränderte Auflage. Allgemeine Zeitschrift für Psychiatrie, Bd. 47, 1891, S. 170–172 (1891)
- Ueber Alkohol und Thee. Verhandlungen des X. Internationalen Medicinischen Congresses Berlin, Abt. IX, Bd. 4, Berlin 1891, S. 94-96.

1892
- Ueber Myxödem. „Deutsches Archiv für klinische Medicin”. 49, s. 587-603, 1892.
- Ueber Katalepsie [Autorreferat]. „Allgemeine Zeitschrift für Psychiatrie”. 48, s. 170-172, 1892.
- Ueber die centrale Wirkung einiger Arzneimittel [Autorreferat]. „Archiv für Psychiatrie und Nervenkrankheiten”. 24, s. 641-642, 1892.
- Ueber die centrale Wirkung einiger Arzneimittel [Autorreferat]. „Neurologisches Centralblatt”. 11, s. 420-421, 1892.

1893
- Ueber psychische Disposition [Autorreferat]. Archiv für Psychiatrie und Nervenkrankheiten, Bd. 25, 1893, S. 593–594; Neurologisches Centralblatt, Jg. 12, 1893, ss. 466–467

1894
- Ueber geistige Arbeit. Neue Heidelberger Jahrbücher 4, Heidelberg 1894, ss. 31–52; Fischer Verlag, Jena 1894
- Beobachtungen bei zusammengesetzten Reactionen. Zwei briefliche Mitteilungen an den Herausgeber von E. Kraepelin und Julius Merkel. [w:] Wilhelm Wundt (red.): Philosophische Studien, Bd. 10, 1894, S. 499–502 [499-506].
- Die Abgrenzung der Paranoia [Autorreferat]. Allgemeine Zeitschrift für Psychiatrie, Bd. 50, 1894, ss. 1080–1081
- Ueber eine eigenartige Form des Schwachsinns. Neurologisches Centralblatt, Jg. 13, 1894, S. 504–505; [Sitzungsbericht: Hochgradigste Verwirrtheit im Reden mit völliger Orientirung im Denken]. Archiv für Psychiatrie und Nervenkrankheiten, Bd. 26, 1894, ss. 595-597.
- [Sitzungsbericht: Erschöpfungspsychosen]. Münchener Medicinische Wochenschrift, Jg. 41, 1894, S. 525.
- Kraepelin E, Sioli E. Ueber Ueberwachungs-Abtheilungen. „Neurologisches Centralblatt”. 13, s. 89-92, 1894.
- (Recenzja) Psychiatrie. Für Ärzte und Studirende. Von Th. Ziehen. Berlin, Wreden 1894. Deutsche Zeitschrift für Nervenheilkunde, Bd. 5, 1894, ss. 495–498
- (Recenzja) R. Sommer, Diagnostik der Geisteskrankheiten. Für praktische Aerzte und Studirende. Wien und Leipzig, Urban & Schwarzenberg 1894. Deutsche Medizinische Wochenschrift 20 Litteratur-Beilage s. 55 (1894)

1895
- Ueber die Wachabtheilung der Heidelberger Irrenklinik. „Allgemeine Zeitschrift für Psychiatrie”. 51, s. 1-21, 1895.

1896
- Zur Hygiene der Arbeit. Neue Heidelberger Jahrbücher, Jg. 6, Heidelberg 1896, ss. 222–247; Fischer Verlag, Jena 1896.
- A measure of mental capacity. Appleton's popular science monthly, vol. 49 ss. 756–763 (1896)
- Vorwort. [w:] Emil Kraepelin (red.): Psychologische Arbeiten, Bd. 1, 1896, s. V.
- Der psychologische Versuch in der Psychiatrie. Emil Kraepelin (red.): Psychologische Arbeiten, Bd. 1, 1896, S. 1-91.
- Kraepelin E, Hoch A. Ueber die Wirkung der Theebestandtheile auf körperliche und geistige Arbeit. [w:] Emil Kraepelin (red.): Psychologische Arbeiten, Bd. 1, 1896, ss. 378-488.
- Kraepelin E, Rivers WHR: Ueber Ermüdung und Erholung. W: Emil Kraepelin (red.): Psychologische Arbeiten, Bd. 1. 1896, s. 627-678.
- Ueber Remissionen bei Katatonie. „Allgemeine Zeitschrift für Psychiatrie”. 52, s. 1126–1127, 1896.
- Ueber Delirium tremens-artige Zustände bei Paralyse. „Archiv für Psychiatrie und Nervenkrankheiten”. 28, s. 992-995, 1896.

1897
- Die Lage der Irrenfürsorge in Baden. „Centralblatt für Nervenheilkunde und Psychiatrie”. 20 (Neue Folge) (8), s. 654-663, 1897.
- Ziele und Wege der klinischen Psychiatrie. „Allgemeine Zeitschrift für Psychiatrie”. 53, s. 840-848, 1897.
- Ueber die Messung von Auffassungsstörungen [Autorreferat]. „Archiv für Psychiatrie und Nervenkrankheiten”. 29, s. 1011-1014, 1897.
- Ueber die Messung der geistigen Leistungsfähigkeit und Ermüdbarkeit. „Verhandlungen der Gesellschaft [Versammlung] deutscher Naturforscher und Ärzte”. 70 (II/1), s. 217-222, 1898.

1899
- Die klinische Stellung der Melancholie. „Monatsschrift für Psychiatrie und Neurologie”. 6, s. 325-335, 1899. DOI: 10.1159/000228627.
- Neuere Untersuchungen über die psychischen Wirkungen des Alkohols. „Internationale Monatsschrift zur Bekämpfung der Trinksitten”. 9, s. 321-332, 1899.
- Neuere Untersuchungen über die psychischen Wirkungen des Alkohols. „Münchener Medicinische Wochenschrift”. 46, s. 1365-1369, 1899.
- Kraepelin E, Ludwig Cron: Ueber die Messung der Auffassungsfähigkeit. [w:] Emil Kraepelin (red.): Psychologische Arbeiten, Bd. 2, 1899, ss. 203-325.
- Zur Diagnose und Prognose der Dementia praecox [Autorreferat]. „Allgemeine Zeitschrift für Psychiatrie”. 56, s. 254-263, 1899.
- Zum Andenken Bernhards von Gudden. „Allgemeine Zeitschrift für Psychiatrie”. 56, s. 989-990, 1899.
- Die psychiatrische Aufgabe des Staates [Autorreferat]. „Neurologisches Centralblatt”. 18, s. 1138-1139, 1899.
- Ueber die Merkfähigkeit., „Monatsschrift für Psychiatrie und Neurologie”, 8 (4), 1900, s. 245–250, DOI: 10.1159/000221512.
- Ueber umschriebene psychogene Funktionsstörungen. Correspondenzblatt der aerztlichen Vereine [des Grossherzogtums] Hessen, Jg. 2, 1900, s. 27.
- Die Heidelberger Wachabtheilung für unruhige Kranke. Centralblatt für Nervenheilkunde und Psychiatrie, Jg. 24, Neue Folge Bd. 12, 1901, ss. 705-714.
- Kraepelin E, Kürz E. Ueber die Beeinflussung psychischer Vorgänge durch regelmässigen Alkoholgenuss. [w:] Emil Kraepelin (red.): Psychologische Arbeiten, Bd. 3, 1901, ss. 417-457.
- Kraepelin E, Oseretzkowsky A. Ueber die Beeinflussung der Muskelleistung durch verschiedene Arbeitsbedingungen. [w:] Emil Kraepelin (red.): Psychologische Arbeiten, Bd. 3, 1901, ss. 587-690.
- Geleitwort [W:] Leopold Laquer: Die Hilfsschulen für schwachbefähigte Kinder, ihre ärztliche und sociale Bedeutung. Mit einem Geleitwort von Emil Kraepelin. Bergmann Verlag, Wiesbaden 1901.
- Die Diagnose der Neurasthenie. Münchener Medicinische Wochenschrift, Jg. 49, 1902, S. 1641-1644.
- Die Arbeitscurve. [w:] Wilhelm Wundt (red.): Philosophische Studien, Bd. 19 (Festschrift – Wilhelm Wundt zum Siebzigsten Geburtstage), 1902, S. 459-507.
- Ueber die Wachabtheilung der Heidelberger Irrenklinik. Allgemeine Zeitschrift für Psychiatrie, Bd. 59, 1902, S. 133–136
- Alkohol und Jugend. Alkoholgegnerbund, Nr 40. Verlag der Schriftstelle des Alkoholgegnerbunds (Internationaler Verein zur Bekämpfung des Alkoholgenusses), Basel 1903.
- Die akademische Jugend und die Alkoholfrage. Alkoholgegnerbund, Nr 41. Verlag der Schriftstelle des Alkoholgegnerbundes (Internationaler Verein zur Bekämpfung des Alkoholgenusses), Basel 1903.
- Über Ermüdungsmessungen. „Archiv für die gesamte Psychologie”. 1, s. 9-30, 1903.
- Was uns not tut. Bewirken unsere deutschen Trinksitten eine Entartung, die für die Zukunft des Volkes bedenklich ist? Zu obiger Frage. Deutsche Monatsschrift für das gesamte Leben der Gegenwart, Bd. 4, Berlin 1903, S. 273-274.
- Pettenkofer und Hüppe. Internationale Monatsschrift zur Erforschung des Alkoholismus und Bekämpfung der Trinksitten, Jg. 13, 1903, S. 152-153.
- [Hofrat Professor Dr. Kraepelin, Direktor der Irrenklinik in Heidelberg.] Fraenkel, Carl: Mässigkeit oder Enthaltsamkeit? Eine Antwort der deutschen medizinischen Wissenschaft auf diese Frage, im Auftrage des Deutschen Vereins gegen den Missbrauch geistiger Getränke. Mässigkeits-Verlag, Berlin 1903, S. 54f.
- Ueber die Beeinflussung einfacher psychischer Vorgänge durch einige Arzneimittel. Experimentelle Untersuchungen. Fischer Verlag, Jena 1892.
- Vergleichende Psychiatrie. Centralblatt für Nervenheilkunde und Psychiatrie, Jg. 27, Neue Folge Bd. 15, 1904, S. 433-437.
- Der Unterricht in der forensischen Psychiatrie. Monatsschrift für Kriminalpsychologie und Strafrechtsreform, Bd. 1, 1904, S. 141-151.
- Zur Frage der geminderten Zurechnungsfähigkeit. Monatsschrift für Kriminalpsychologie und Strafrechtsreform, Bd. 1, 1904, S. 477–493; Verhandlungen des 27. Deutschen Juristentags, Bd. 5, München-Berlin 1904, S. 418-434.
- Kraepelin E, John P. Hylan: Ueber die Wirkung kurzer Arbeitszeiten. [w:]  Emil Kraepelin (red.): Psychologische Arbeiten, Bd. 4, 1904, S. 454-494.
- Psychiatrisches aus Java. Centralblatt für Nervenheilkunde und Psychiatrie, Jg. 27, Neue Folge Bd. 15, 1904, S. 468-469.

1905
- Einführung in die Psychiatrische Klinik. Zweiunddreißig Vorlesungen. Zweite, durchgearbeitete Auflage. Barth Verlag, Leipzig 1905.
- Festrede zur Eröffnung der Klinik am 7. November 1904. Die Königliche Psychiatrische Klinik in München. Barth Verlag, Leipzig 1905, ss. 9-42. [1905c] Fragestellungen der klinischen Psychiatrie. Centralblatt für Nervenheilkunde und Psychiatrie, Jg. 28, Neue Folge Bd. 16, 1905, ss. 573-590.

1906
- Lectures on Clinical Psychiatry. Authorized Translation from the Second German Edition. Revised and Edited by Thomas Johnstone. Second English Edition. Baillière & Co., London 1906
- Das Verbrechen als soziale Krankheit. Monatsschrift für Kriminalpsychologie und Strafrechtsreform, Bd. 3, 1906/07, ss. 257-279.
- Der Alkoholismus in München. Münchener Medizinische Wochenschrift, Jg. 53, 1906, ss. 737-741.
- Über hysterische Schwindler [Autorreferat]. Allgemeine Zeitschrift für Psychiatrie 63 ss. 902–904 (1906)

1907
- Kraepelin E, Friedrich Vocke, H. Lichtenberg: Der Alkoholismus in München. Lehmanns Verlag, München 1907
- Vorwort W: Georges L. Dreyfus: Die Melancholie. Ein Zustandsbild des manisch-depressiven Irreseins. Eine klinische Studie. Jena: Fischer Verlag, 1907, ss. V-VI.
- Alkoholische Geistesstörungen. Jahresbericht über die Königliche Psychiatrische Klinik in München für 1904 und 1905. Lehmanns Verlag, München 1907, ss. 22-28.
- Paul Julius Möbius. Centralblatt für Nervenheilkunde und Psychiatrie, Jg. 30, Neue Folge Bd. 18, 1907, ss. 200-208.

1908
- Die Auslese für den akademischen Beruf. Verhandlungen des II. Deutschen Hochschullehrertags, Jena 1908. Verlag der Münchner Neuesten Nachrichten, München 1908. [Bibliographische Daten unsicher]
- Zur Entartungsfrage. Zentralblatt für Nervenheilkunde und Psychiatrie, Jg. 31, Neue Folge Bd. 19, 1908, ss. 745-751.

1910
- Die Uebertreibungen der Abstinenz. Internationale Monatsschrift zur Erforschung des Alkoholismus und Bekämpfung der Trinksitten, Jg. 20, 1910, S. 433-441.
- Sprachstörungen im Traume. [w:]  Emil Kraepelin (red.): Psychologische Arbeiten, Bd. 5, 1910, S. 1–104
- Verfügungsgewalt über Geisteskranke. Sitzungsberichte des aerztlichen Vereins München, Jg. 20, 1910, S. 134–138 [Lehmanns Verlag, München 1911].

1911
- Kraepelin E, Max von Gruber. Wandtafeln zur Alkoholfrage. Erläuterungen nebst den 10 verkleinerten Tafeln in mehrfachem Farbendruck. Zweite, unveränderte Auflage. Lehmanns Verlag, München 1911
- Die Schildknappen des Weinkapitals an der Arbeit. Internationale Monatsschrift zur Erforschung des Alkoholismus und Bekämpfung der Trinksitten, Jg. 21, 1911, ss. 227–228 (1911)
- Die Psychologie des Alkohols. Internationale Monatsschrift zur Erforschung des Alkoholismus und Bekämpfung der Trinksitten, Jg. 21, 1911, S. 250–260, ss. 288–301
- Forschungsinstitute und Hochschulen. Süddeutsche Monatshefte, Jg. 8, 1911, ss. 597-607.
- Die psychologischen Untersuchungsmethoden [Autorreferat]. Zeitschrift für die gesamte Neurologie und Psychiatrie (Referate und Ergebnisse), Bd. 3, 1911, ss. 400–402; Allgemeine Zeitschrift für Psychiatrie, Bd. 68, 1911, S. 509–511
- Krankenvorstellungen. Zeitschrift für die gesamte Neurologie und Psychiatrie (Referate und Ergebnisse), Bd. 3, 1911, S. 819-820.
- Über paranoide Erkrankungen. „Zeitschrift für die gesamte Neurologie und Psychiatrie”. 11 (1), s. 617-638, 1912. DOI: 10.1007/BF02866488.
- Psychiatrie. Ein Lehrbuch für Studierende und Ärzte. Achte, vollständig umgearbeitete Auflage. III. Band. Klinische Psychiatrie. II. Teil. Barth Verlag, Leipzig 1913
- Über Hysterie. Zeitschrift für die gesamte Neurologie und Psychiatrie, Bd. 18, 1913, S. 261-279.
- Psychiatrie. Ein Lehrbuch für Studierende und Ärzte. Achte, vollständig umgearbeitete Auflage. IV. Band. Klinische Psychiatrie. III. Teil. Barth Verlag, Leipzig 1915
- Kraepelin E, Karl Weiler: Obergutachten über die ursächliche Bedeutung von Kopfverletzungen bei Spannungsirresein (Katatonie). Entscheidungen und Mitteilungen des Reichsversicherungsamts, Bd. 3. Behrend Verlag, Berlin 1915, S. 370-376.

1916
- Die Beeinflussung der Treffsicherheit beim Schiessen durch Alkohol. „Internationale Monatsschrift zur Erforschung des Alkoholismus und Bekämpfung der Trinksitten”. 26, s. 265-270, 1916.
- Ein Forschungsinstitut für Psychiatrie. „Zeitschrift für die gesamte Neurologie und Psychiatrie”. 32 (1), s. 1-38, 1916. DOI: 10.1007/BF02867753.

1918
- Hundert Jahre Psychiatrie. „Zeitschrift für die gesamte Neurologie und Psychiatrie”. 38, s. 161-275, 1918.
- Ziele und Wege der psychiatrischen Forschung. Zeitschrift für die gesamte Neurologie und Psychiatrie, Bd. 42, 1918, ss. 169–205; Springer Verlag, Berlin 1918
- Alkoholgewerbe und Wissenschaft. Internationale Monatsschrift zur Erforschung des Alkoholismus und Bekämpfung der Trinksitten, Jg. 28, 1918, S. 185-215.
- Geschlechtliche Verirrungen und Volksvermehrung. „Münchener Medizinische Wochenschrift”. 65, s. 117-120, 1918.
- Die Deutsche Forschungsanstalt für Psychiatrie. „Die Naturwissenschaften”. 6 (23), s. 333-337, 1918. DOI: 10.1007/BF01497880.
- Die Forschungsanstalt für Psychiatrie und die deutschen Irrenärzte. „Psychiatrisch-Neurologische Wochenschrift”. 19, s. 265-269, 1917/18.

1919
- Dementia praecox and Paraphrenia. Translated by R. Mary Barclay from the Eighth German Edition of the "Text-Book of Psychiatry", vol. iii, part ii, section on the Endogenous Dementias. Edited by George M. Robertson. E. & S. Livingstone, Edinburgh 1919, Chicago Medical Book Company, Chicago 1919 [Übersetzung von Kapitel IX "Die endogenen Verblödungen" aus 1913a in englischer Sprache].
- Psychiatrische Randbemerkungen zur Zeitgeschichte. „Süddeutsche Monatshefte”. 16/2 ("Kriegshefte"), s. 171-183, 1919.
- Die Zukunft der deutschen Hochschulen. „Süddeutsche Monatshefte”. 17, s. 130-145, 1919.
- Die Erforschung psychischer Krankheitsformen. „Zeitschrift für die gesamte Neurologie und Psychiatrie”. 51 (1), s. 224-246, 1919. DOI: 10.1007/BF02899798.
- Zur Epilepsiefrage. „Zeitschrift für die gesamte Neurologie und Psychiatrie”. 52 (1), s. 107-116, 1919. DOI: 10.1007/BF02872419.
- Krankenvorstellungen (Paranoide Erkrankungen und Dementia praecox). Zeitschrift für die gesamte Neurologie und Psychiatrie (Referate und Ergebnisse) 18, ss. 420–433 (1919)
- Franz Nissl [Nachruf]. „Münchener Medizinische Wochenschrift”. 66, s. 1058-1060, 1919.

1920
- Ein Vorstoß des Braugewerbes. „Die Alkoholfrage – Internationale wissenschaftlich-praktische Zeitschrift (Reichsstelle gegen den Alkoholmißbrauch und von der Internationalen Vereinigung gegen den Alkoholismus)”. 16, Neue Folge (10), s. 209-211, 1920.
- Lebensschicksale deutscher Forscher (Alzheimer, Brodmann, Nissl). „Münchener Medizinische Wochenschrift”, s. 75-78, 1920.
- Krieg und Geistesstörungen. „Münchener Medizinische Wochenschrift”. 67, s. 1235, 1920.
- Arbeitspsychologie. „Die Naturwissenschaften”. 8 (44), s. 855-859, 1920. DOI: 10.1007/BF02448538.
- Die Verfassung der Deutschen Forschungsanstalt für Psychiatrie in München. „Zeitschrift für die gesamte Neurologie und Psychiatrie”. 55, s. 310–326, 1920.
- Die Erscheinungsformen des Irreseins. „Zeitschrift für die gesamte Neurologie und Psychiatrie”. 62 (1), s. 1-29, 1920. DOI: 10.1007/BF02887354.
- Wilhelm Wundt. „Zeitschrift für die gesamte Neurologie und Psychiatrie”. 61, s. 351-362, 1920. DOI: 10.1007/BF02895147.
- Einteilung der Geisteskrankheiten für die Reichsstatistik. Zeitschrift für die gesamte Neurologie und Psychiatrie (Referate und Ergebnisse), Bd. 22, 1920, S. 188-189.
- The German Institute of Psychiatric Research. Journal of Nervous and Mental Disease 51, 6, ss. 505–513 (1920)

1921
- Manic-depressive insanity and paranoia. Translated by R. Mary Barclay from the Eighth German Edition of the "Text-Book of Psychiatry", vol. iii, part ii, section on the Endogenous Dementias. Edited by George M. Robertson. Edinburgh/Chicago: E. & S. Livingstone/Chicago Medical Book Company, 1921. Brak numerów stron w książce
- Irrenpflege. „Münchener Medizinische Wochenschrift”. 24, s. 224-227, 1921.
- Über Entwurzelung. „Zeitschrift für die gesamte Neurologie und Psychiatrie”. 63 (1), s. 1-8, 1921. DOI: 10.1007/BF02872606.
- Arbeitspsychologische Untersuchungen. „Zeitschrift für die gesamte Neurologie und Psychiatrie”. 70, s. 230-240, 1921.
- Geleitwort. [w:] Theodor Kirchhoff (red.): Deutsche Irrenärzte. Einzelbilder ihres Lebens und Wirkens, Bd. I. Springer Verlag, Berlin 1921, o. S.
- Franz von Rinecker (1811–1883). [w:] Theodor Kirchhoff (red.): Deutsche Irrenärzte. Einzelbilder ihres Lebens und Wirkens, Bd. I. Springer Verlag, Berlin 1921, ss. 244–247
- Bismarcks Persönlichkeit. Ungedruckte persönliche Erinnerungen. „Süddeutsche Monatshefte”. 19/1, s. 105-122, 1921. [brak autora; praca przypisana Kraepelinowi na podstawie bibliografii sporządzonej przez jego córkę]

1922
- Kraepelin E, Fleck U: Über die Tagesschwankungen bei Manisch-Depressiven. W: Emil Kraepelin (red.): Psychologische Arbeiten, Bd. 7. 1922, s. 213-353.
- Zur Kenntnis des Drucksinns der Haut. W: Emil Kraepelin (red.): Psychologische Arbeiten, Bd. 7. 1922, s. 413-441.
- Gedanken über die Arbeitskurve. W: Emil Kraepelin (red.): Psychologische Arbeiten, Bd. 7. 1922, s. 535-547.
- Wesen und Ursachen der Homosexualität. „Zeitschrift für pädagogische Psychologie [und experimentelle Pädagogik/Jugendkunde]”. 23, s. 51-56, 1922.
- The Loss of Three German Investigators, Alzheimer, Brodmann, Nissl. „Journal of Nervous and Mental Disease”. 55 (2), s. 91-102, 1922.
- Demonstration eines Falles von Alzheimerscher Krankheit. „Zentralblatt für die gesamte Neurologie und Psychiatrie”. 30, s. 431, 1922.
- Ends and Means of Psychiatric Research. „The Journal of Mental Science”. 68, s. 115-143, 1922.
- German Research Institute. „The Journal of Nervous and Mental Disease”. 56, s. 207-214, 1922.

1923
- Vorwort. Schlußwort. W: Deutsche Forschungsanstalt für Psychiatrie (red.): Die Wirkungen der Alkoholknappheit während des Weltkrieges. Erfahrungen und Erwägungen. Berlin: 1923, s. III-IV, 210-211.
- Alkohol und Tagespresse. W: Deutsche Forschungsanstalt für Psychiatrie (red.): Die Wirkungen der Alkoholknappheit während des Weltkrieges. Erfahrungen und Erwägungen. Berlin: Springer Verlag, 1923, s. 197-209.
- Die Wirkungen der Alkoholknappheit im Kriege. „Internationale Zeitschrift gegen den Alkoholismus”. 31, s. 2-20, 1923.
- Neuere Arbeiten über die Beeinflussung des Seelenlebens durch Alkohol. „Internationale Zeitschrift gegen den Alkoholismus”. 31, s. 266-284, 1923.
- Delirien, Halluzinose und Dauervergiftung, „Monatsschrift für Psychiatrie und Neurologie”, 54 (1), 1923, s. 43-92, DOI: 10.1159/000190496, 10.1159/000190495.
- Alkohol och Krig. „Tirfing – Tidskrift för Nykterhetsfragans Studium”. 17, s. 46-56, 1923.
- Psychiatrische Bewegungsbilder. „Zeitschrift für die gesamte Neurologie und Psychiatrie”. 85, s. 609-613, 1923.
- Sigbert Ganser. „Münchener Medizinische Wochenschrift”. 70, s. 88, 1923.
- Ermüdungsmessungen bei einem Kinde. „Zentralblatt für die gesamte Neurologie und Psychiatrie”. 32, s. 396, 1923.
- Bemerkungen zu der vorstehenden Arbeit [Johannes Lange, Zur Messung der persönlichen Grundeigenschaften]. W: Emil Kraepelin (red.): Psychologische Arbeiten, Bd. 8. 1923, s. 181-185.
- Fortsetzung der Ermüdungsmessungen bei einem Kinde. W: Emil Kraepelin (red.): Psychologische Arbeiten, Bd. 8. 1923, s. 204-216.

1924
- Das Rätsel der Paralyse. „Die Naturwissenschaften”. 12 (50), s. 1121-1131, 1924. DOI: 10.1007/BF01504607.
- Vorwort. W: Theodor Kirchhoff (red.): Deutsche Irrenärzte. Einzelbilder ihres Lebens und Wirkens, Bd. II. Berlin: Springer Verlag, 1924, s. VI.
- Paul Julius Möbius (1853–1907). W: Theodor Kirchhoff (red.): Deutsche Irrenärzte. Einzelbilder ihres Lebens und Wirkens, Bd. II. Berlin: Springer Verlag, 1924, s. 274-279.
- Aloys Alzheimer (1864–1915). W: Theodor Kirchhoff (red.): Deutsche Irrenärzte. Einzelbilder ihres Lebens und Wirkens, Bd. II. Berlin: Springer Verlag, 1924, s. 299-307.
- Über Schlaftiefenmessung. „Zentralblatt für die gesamte Neurologie und Psychiatrie”. 36, s. 326-327, 1924.

1925
- Arbeitspsychologische Ausblicke. W: Emil Kraepelin (red.): Psychologische Arbeiten, Bd. 8. 1925, s. 431-450.
- Über "exogene Reaktionstypen". „Zentralblatt für die gesamte Neurologie und Psychiatrie”. 40, s. 379-383, 1925.

1926
- Bemerkung zu vorstehender Annahme des Dr. Daraszkiewicz. „Allgemeine Zeitschrift für Psychiatrie”. 83, s. 73, 1926.
- The problems presented by General Paresis. „Journal of Nervous and Mental Disease”. 63, s. 209-218, 1926.
- The Development of Psychiatrical Research. „International clinics; a quarterly of illustrated clinical lectures”. Series 36 (1), s. 52-62, 1926.
- Irrenfürsorge und Wissenschaft. „Reichs-Gesundheitsblatt (Veröffentlichungen des Reichsgesundheitsamts)”. 50 (1 (Neue Folge)), s. 307-311, 1926.
- Über Paralyse. „Zentralblatt für die gesamte Neurologie und Psychiatrie”. 44, s. 261-264, 1926.
- Versuche über fortlaufende Zeitschätzung. „Zentralblatt für die gesamte Neurologie und Psychiatrie”. 43, s. 253, 1926.
- Die Deutsche Forschungsanstalt für Psychiatrie, Kaiser-Wilhelm-Institut.. W: Karl Alexander von Müller (red.): Die wissenschaftlichen Anstalten der Ludwig-Maximilians-Universität zu München. Chronik zur Jahrhundertfeier. München: Verlag Oldenbourg & Wolf, 1926, s. 321-322.
- Sehr verehrter Herr Doktor Loeb! [Geleitwort]. W: Felix Plaut: Paralysestudien bei Negern und Indianern. Ein Beitrag zur vergleichenden Psychiatrie. Berlin: Springer Verlag, 1926. Brak numerów stron w książce